# Districte de Mülhausen

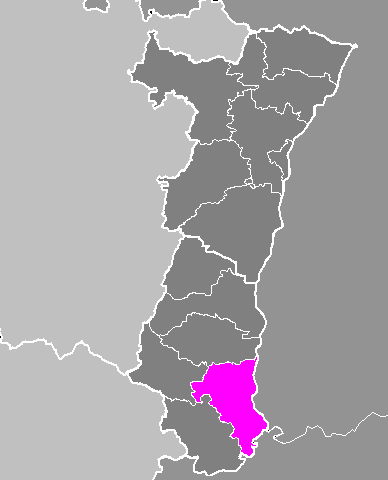
Localització del Districte de Mulhouse

El Districte de Mülhausen (alsacià Arrondissement Milhüüse) és un dels sis amb què es divideix el departament francès de l'Alt Rin, a la regió del Gran Est. Té 9 cantons i 73 municipis. El cap del districte és la sotsprefectura de Mülhausen.

## Cantons
- cantó de Habsheim
- cantó de Huningue
- cantó d'Illzach
- cantó de Mulhouse-Est
- cantó de Mulhouse-Nord
- cantó de Mulhouse-Oest
- cantó de Mulhouse-Sud
- cantó de Sierentz
- cantó de Wittenheim